# Baronía de Chalandritsa
La Baronía de Chalandritsa fue un feudo medieval franco del Principado de Acaya, situado en el norte de la península del Peloponeso en Grecia, y con centro en la ciudad de Chalandritsa (en griego: Χαλανδρίτσα; francés: Calandrice, Calendrice; italiano: Calandrizza; aragonés: C[h]alandrica) al sur de Patras.

## Historia
La Baronía de Chalandritsa se estableció alrededor 1209, después de la conquista del Peloponeso por los cruzados, y fue una de las doce baronías seculares originales dentro del Principado de Acaya. La baronía fue una de las más pequeñas, con cuatro feudos atribuidos. El primer barón fue G. (probablemente Guido) de Dramelay (o Trimolay, Tremolay) del pueblo del mismo nombre en Borgoña, que es registrado en un documento de 1209. Muchos historiadores, como Jean Alexandre Buchon y Karl Hopf, tienen a Audebert de la Trémouille como el primer barón. Su sucesor, Roberto de Dramelay, es registrado alrededor de 1230. Roberto fue quien construyó el castillo de Chalandritsa según las versiones griegas e italianas de la Crónica de Morea. La versión aragonesa de la Crónica por otra parte informa de una historia completamente diferente, según la cual el castillo de Chalandritsa había sido construida por Conrado de Alemán, barón de Patras, y que ella y otras tierras, que comprendían ocho feudos, fueron comprados alrededor de 1259 por el príncipe Guillermo II de Villehardouin y que se las dio a un caballero llamado Guido de Dramelay, que había llegado recientemente a Morea. La versión aragonesa es considerada errónea en este sentido.
El sucesor de Roberto, Guido (II) de Dramelay (Guido de la versión aragonesa), es conocido por haber expandido la baronía adquiriendo partes de Lisarea así como el vecino feudo de Mitopoli (en 1280), sirvió como bailío del Principado por Carlos de Anjou en 1282/85, y murió poco después. Fue sucedido por su hija de nombre desconocido y su marido, Jorge I Ghisi, quien fue muerto en la batalla del río Cefiso en 1311. El último barón de la familia fue Nicolás de Dramelay, cuya exacta relación familiar con los otros Dramelays se desconoce. Al igual que la mayoría de los magnates aqueos, inicialmente apoyó al infante Fernando de Mallorca para el trono de príncipe en 1315, pero cambió nuevamente a Matilde de Henao cuando llegó a Morea a principios de 1316. Murió pocas semanas después, y Chalandritsa fue ocupada por las tropas de Fernando, que defendieron con éxito contra un ataque por el esposo de Matilde, Luis de Borgoña.
De acuerdo con las Assizes de Romania, el feudo de Nicolás en Mitopoli se dividió entre Aimón de Rans y una tal Margarita de Cefalonia. Según la versión aragonesa de la Crónica de Morea, sin embargo, después de la victoria sobre Fernando en la batalla de Manolada, Luis dio toda la baronía vacante a dos de sus seguidores borgoñones, el mencionado Aimon de Rans y su hermano, Otón. Otón murió poco después, y Aimon vendió el dominio a Martino Zaccaria, Señor de Chios, y regresó a su tierra natal.
La baronía a partir de entonces permaneció en manos de los Zaccaria, aunque en una carta de 1324, la mitad de ella parecía estar en las manos de Pedro dalle Carceri. Para 1361, sin embargo, el hijo de Martino, Centurión I Zaccaria, es registrado como poseedor de toda la baronía. Centurión y sus descendientes la conservaron hasta 1429, cuando Centurión II Zaccaria se vio obligado a entregarla a Tomás Paleólogo, déspota bizantino de Morea, después de un breve asedio. Centurión también fue obligado a casar a su hija Caterina con Tomás, y se retiró a la única posesión que le quedaba, la Baronía de Arcadia, donde murió en 1432.